# Phaonia consobrina
Phaonia consobrina este o specie de muște din genul Phaonia, familia Muscidae. A fost descrisă pentru prima dată de Zetterstedt în anul 1838. Conform Catalogue of Life specia Phaonia consobrina nu are subspecii cunoscute.